# Хонеккер, Дитер
Дитер Хонеккер (Хоннеккер) (нем. Dieter Honecker; 23 октября 1930 — 29 июля 2012) — немецкий футболист, нападающий. Выступал за сборную Саара.

## Биография

### Клубная карьера
Всю профессиональную карьеру провёл в клубе «Саар 05». Начиная с сезона 1952/53 выступал с ним в юго-западной зоне немецкой Оберлиги, где за шесть лет провёл не менее 77 матчей. Завершил карьеру в 1958 году.

### Карьера в сборной
Единственную игру за сборную Саара провёл 3 июня 1956 года, отыграв весь матч против второй сборной Португалии (0:0). 1 января 1957 года Протекторат Саар официально вошёл в состав ФРГ и сборная Саара прекратила своё существование.